# Liste des circonscriptions électorales fédérales du Canada de 2013
Cet article concerne les circonscriptions en vigueur jusqu'aux élections de 2025. Pour les circonscriptions électorales actuelles, voir Liste des circonscriptions électorales fédérales du Canada.
Cette page dresse la liste des circonscriptions électorales fédérales du Canada telles que définies par la proclamation donnant force de loi au décret de représentation électorale à compter de la première dissolution du Parlement postérieure au 1er mai 2014 et la loi visant à changer le nom de certaines circonscriptions électorales,.
Ce découpage électorale remplace le découpage de 2003 et entre en vigueur lors des élections de 2015. Chaque circonscription est représentée à la Chambre des communes du Canada par un député, élu au suffrage universel à chaque élection générale.

## Alberta: 34 sièges
- Banff—Airdrie
- Battle River—Crowfoot
- Bow River
- Calgary-Centre
- Calgary Confederation
- Calgary Forest Lawn
- Calgary Heritage
- Calgary Midnapore
- Calgary Nose Hill
- Calgary Rocky Ridge
- Calgary Shepard
- Calgary Signal Hill
- Calgary Skyview
- Edmonton-Centre
- Edmonton Griesbach
- Edmonton Manning
- Edmonton Mill Woods
- Edmonton Riverbend
- Edmonton Strathcona
- Edmonton-Ouest
- Edmonton—Wetaskiwin
- Foothills
- Fort McMurray—Cold Lake
- Grande Prairie—Mackenzie* (initialement Grande Prairie)
- Lakeland
- Lethbridge
- Medicine Hat—Cardston—Warner* (initialement Medicine Hat)
- Peace River—Westlock
- Red Deer—Lacombe* (initialement Red Deer—Wolf Creek)
- Red Deer—Mountain View
- Sherwood Park—Fort Saskatchewan
- St. Albert—Edmonton
- Sturgeon River—Parkland* (initialement Sturgeon River)
- Yellowhead

## Colombie-Britannique: 42 sièges
- Abbotsford
- Burnaby-Nord—Seymour
- Burnaby-Sud
- Cariboo—Prince George
- Central Okanagan—Similkameen—Nicola
- Chilliwack—Hope
- Cloverdale—Langley City
- Coquitlam—Port Coquitlam
- Courtenay—Alberni
- Cowichan—Malahat—Langford
- Delta
- Esquimalt—Saanich—Sooke* (initialement Saanich—Esquimalt—Juan de Fuca)
- Fleetwood—Port Kells
- Kamloops—Thompson—Cariboo
- Kelowna—Lake Country
- Kootenay—Columbia
- Langley—Aldergrove
- Mission—Matsqui—Fraser Canyon
- Nanaimo—Ladysmith
- New Westminster—Burnaby
- North Island—Powell River* (initialement Vancouver Island-Nord—Comox—Powell River)
- North Okanagan—Shuswap
- North Vancouver
- Okanagan-Sud—Kootenay-Ouest
- Pitt Meadows—Maple Ridge
- Port Moody—Coquitlam
- Prince George—Peace River—Northern Rockies
- Richmond-Centre
- Saanich—Gulf Islands
- Skeena—Bulkley Valley
- Steveston—Richmond-Est
- Surrey-Centre
- Surrey—Newton
- Surrey-Sud—White Rock
- Vancouver-Centre
- Vancouver-Est
- Vancouver Granville
- Vancouver Kingsway
- Vancouver Quadra
- Vancouver-Sud
- Victoria
- West Vancouver—Sunshine Coast—Sea to Sky Country

## Île-du-Prince-Édouard: 4 sièges
- Cardigan
- Charlottetown
- Egmont
- Malpeque

## Manitoba: 14 sièges
- Brandon—Souris
- Charleswood—St. James—Assiniboia—Headingley
- Churchill—Keewatinook Aski
- Dauphin—Swan River—Neepawa
- Elmwood—Transcona
- Kildonan—St. Paul
- Portage—Lisgar
- Provencher
- Saint-Boniface—Saint-Vital
- Selkirk—Interlake—Eastman
- Winnipeg-Centre
- Winnipeg-Nord
- Winnipeg-Sud
- Winnipeg-Sud-Centre

## Nouveau-Brunswick: 10 sièges
- Acadie—Bathurst
- Beauséjour
- Fredericton
- Fundy Royal
- Madawaska—Restigouche
- Miramichi—Grand Lake
- Moncton—Riverview—Dieppe
- Nouveau-Brunswick-Sud-Ouest
- Saint John—Rothesay
- Tobique—Mactaquac

## Nouvelle-Écosse: 11 sièges
- Cape Breton—Canso
- Central Nova
- Cumberland—Colchester
- Dartmouth—Cole Harbour
- Halifax
- Halifax-Ouest
- Kings—Hants
- Sackville—Preston—Chezzetcook
- South Shore—St. Margarets
- Sydney—Victoria
- Nova-Ouest

## Nunavut: 1 siège
- Nunavut

## Ontario: 121 sièges
- Ajax
- Algoma—Manitoulin—Kapuskasing
- Aurora—Oak Ridges—Richmond Hill
- Barrie—Innisfil
- Barrie—Springwater—Oro-Medonte
- Baie de Quinte
- Beaches—East York
- Brampton-Centre
- Brampton-Est
- Brampton-Nord
- Brampton-Sud
- Brampton-Ouest
- Brantford—Brant* (initialement Brant)
- Bruce—Grey—Owen Sound
- Burlington
- Cambridge
- Carleton* (initialement Rideau—Carleton)
- Chatham-Kent—Leamington
- Davenport
- Don Valley-Est
- Don Valley-Nord
- Don Valley-Ouest
- Dufferin—Caledon
- Durham
- Eglinton—Lawrence
- Elgin—Middlesex—London
- Essex
- Etobicoke-Centre
- Etobicoke—Lakeshore
- Etobicoke-Nord
- Flamborough—Glanbrook
- Glengarry—Prescott—Russell
- Guelph
- Haldimand—Norfolk
- Haliburton—Kawartha Lakes—Brock
- Hamilton-Centre
- Hamilton-Est—Stoney Creek
- Hamilton Mountain
- Hamilton-Ouest—Ancaster—Dundas
- Hastings—Lennox and Addington
- Humber River—Black Creek* (initialement York-Ouest)
- Huron—Bruce
- Kanata—Carleton
- Kenora
- King—Vaughan
- Kingston et les Îles
- Kitchener-Centre
- Kitchener—Conestoga
- Kitchener-Sud—Hespeler
- Lambton—Kent—Middlesex
- Lanark—Frontenac—Kingston* (initialement Lanark—Frontenac)
- Leeds—Grenville—Thousand Islands et Rideau Lakes* (initialement Leeds—Grenville)
- London—Fanshawe
- London-Centre-Nord
- London-Ouest
- Markham—Stouffville
- Markham—Thornhill
- Markham—Unionville
- Milton
- Mississauga-Centre
- Mississauga-Est—Cooksville
- Mississauga—Erin Mills
- Mississauga—Lakeshore
- Mississauga—Malton
- Mississauga—Streetsville
- Nepean
- Newmarket—Aurora
- Niagara-Centre
- Niagara Falls
- Niagara-Ouest
- Nickel Belt
- Nipissing—Timiskaming
- Northumberland—Peterborough-Sud* (initialement-Nordumberland—Pine Ridge)
- Oakville
- Oakville-Nord—Burlington
- Orléans* (initialement Ottawa—Orléans)
- Oshawa
- Ottawa-Centre
- Ottawa-Sud
- Ottawa—Vanier
- Ottawa-Ouest—Nepean
- Oxford
- Parkdale—High Park
- Parry Sound—Muskoka
- Perth—Wellington
- Peterborough—Kawartha* (initialement Peterborough)
- Pickering—Uxbridge
- Renfrew—Nipissing—Pembroke
- Richmond Hill
- St. Catharines
- Sarnia—Lambton
- Sault Ste. Marie
- Scarborough—Agincourt
- Scarborough-Centre
- Scarborough—Guildwood
- Scarborough-Nord
- Scarborough—Rouge Park
- Scarborough-Sud-Ouest
- Simcoe—Grey
- Simcoe-Nord
- Spadina—Fort York
- Stormont—Dundas—South Glengarry
- Sudbury
- Thornhill
- Thunder Bay—Rainy River
- Thunder Bay—Superior-Nord
- Timmins—Baie James
- Toronto-Centre
- Toronto—Danforth
- Toronto—St. Paul's
- University—Rosedale
- Vaughan—Woodbridge
- Waterloo
- Wellington—Halton Hills
- Whitby
- Willowdale
- Windsor—Tecumseh
- Windsor-Ouest
- York-Centre
- York—Simcoe
- York-Sud—Weston

## Québec: 78 sièges
- Abitibi—Baie-James—Nunavik—Eeyou
- Abitibi—Témiscamingue
- Ahuntsic-Cartierville
- Alfred-Pellan
- Argenteuil—La Petite-Nation
- Avignon—La Mitis—Matane—Matapédia
- Beauce
- Beauport—Côte-de-Beaupré—Île d'Orléans—Charlevoix
- Beauport—Limoilou
- Bécancour—Nicolet—Saurel
- Bellechasse—Les Etchemins—Lévis
- Belœil—Chambly
- Berthier—Maskinongé
- Bourassa
- Brome—Missisquoi
- Brossard—Saint-Lambert
- Charlesbourg—Haute-Saint-Charles
- Châteauguay—Lacolle
- Chicoutimi—Le Fjord
- Compton—Stanstead
- Dorval—Lachine—LaSalle
- Drummond
- Gaspésie–Les Îles-de-la-Madeleine
- Gatineau
- Hochelaga
- Honoré-Mercier
- Hull—Aylmer
- Joliette
- Jonquière
- La Pointe-de-l'Île
- La Prairie
- Lac-Saint-Jean
- Lac-Saint-Louis
- LaSalle—Émard—Verdun
- Laurentides—Labelle
- Laurier—Sainte-Marie
- Laval—Les Îles
- Lévis—Lotbinière
- Longueuil—Charles-LeMoyne
- Longueuil—Saint-Hubert
- Louis-Hébert
- Louis-Saint-Laurent
- Marc-Aurèle-Fortin
- Manicouagan
- Mégantic—L'Érable
- Mirabel
- Montarville
- Montcalm
- Montmagny—L'Islet—Kamouraska—Rivière-du-Loup
- Mont-Royal
- Notre-Dame-de-Grâce—Westmount
- Outremont
- Papineau
- Pierre-Boucher—Les Patriotes—Verchères
- Pierrefonds—Dollard
- Pontiac
- Portneuf—Jacques-Cartier
- Québec
- Repentigny
- Richmond—Arthabaska
- Rimouski-Neigette—Témiscouata—Les Basques
- Rivière-des-Mille-Îles
- Rivière-du-Nord
- Rosemont—La Petite-Patrie
- Saint-Hyacinthe—Bagot
- Saint-Jean
- Saint-Laurent
- Saint-Léonard—Saint-Michel
- Saint-Maurice—Champlain
- Salaberry—Suroît
- Shefford
- Sherbrooke
- Terrebonne
- Thérèse-De Blainville
- Trois-Rivières
- Vaudreuil—Soulanges
- Ville-Marie—Le Sud-Ouest—Île-des-Sœurs
- Vimy

## Saskatchewan: 14 sièges
- Battlefords—Lloydminster
- Cypress Hills—Grasslands
- Desnethé—Missinippi—Rivière Churchill
- Moose Jaw—Lake Centre—Lanigan
- Prince Albert
- Regina—Lewvan
- Regina—Qu'Appelle
- Regina—Wascana
- Saskatoon—Grasswood
- Saskatoon—University
- Saskatoon-Ouest
- Sentier Carlton—Eagle Creek
- Souris—Moose Mountain
- Yorkton—Melville

## Terre-Neuve-et-Labrador: 7 sièges
- Avalon
- Bonavista—Burin—Trinity
- Coast of Bays—Central—Notre Dame
- Labrador
- Long Range Mountains
- St. John's-Est
- St. John's-Sud—Mount Pearl

## Territoires du Nord-Ouest: 1 siège
- Territoires du Nord-Ouest

## Yukon: 1 siège
- Yukon